# Hemisphragia trianguliferus
Hemisphragia trianguliferus är en stekelart som beskrevs av André Seyrig 1952. Hemisphragia trianguliferus ingår i släktet Hemisphragia och familjen brokparasitsteklar. Inga underarter finns listade i Catalogue of Life.